# 竹田近江 (初代)
初代 竹田近江（しょだい たけだおうみ、生年不明 - 宝永元年7月3日〈1704年8月3日〉）とは、江戸時代のからくり師。また、そのからくりを使って興行をした人物。

## 経歴

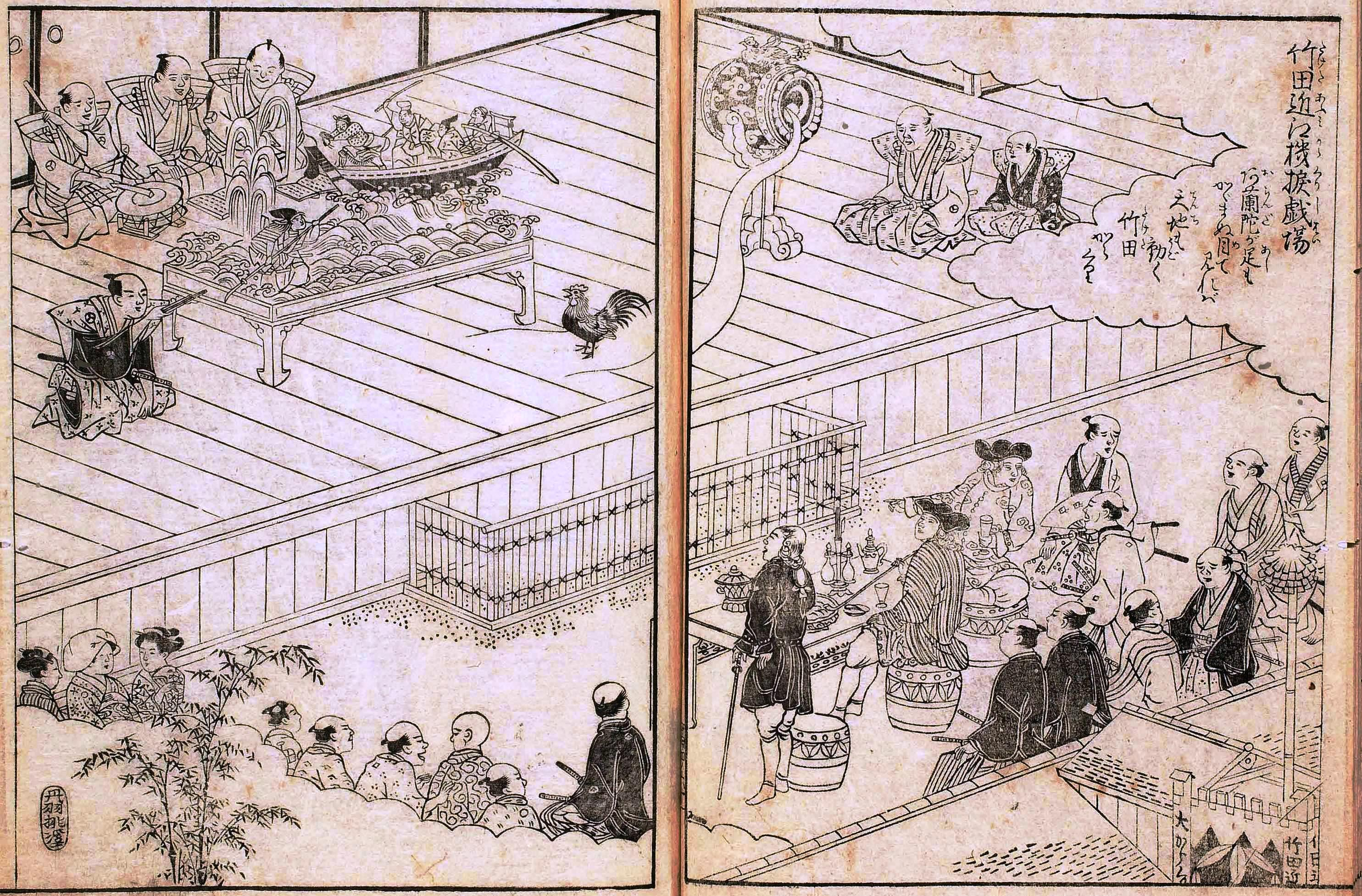
『摂津名所図会』より「竹田近江機捩戯場」の図。オランダ人たちが竹田からくり（諫鼓鶏と船弁慶）を見物する様子を描く。

名は清房。二代目竹田近江は長男、初代竹田出雲は次男に当たる。諸記録の伝えるところによれば、竹田近江はもと阿波国の出身であったが、江戸に住んでいたとき浅草観音より砂を動力とするからくりの工夫を授けられ（子供の砂遊びを見て思いついたともいう）、万治元年（1658年）、京都に上り朝廷にからくり人形を献上して出雲目（さかん）を受領し竹田出雲と名乗ったが、翌年の万治2年（1659年）に近江掾を再び受領し竹田近江と改名する。そののち寛文2年（1662年）大坂道頓堀において、官許を得てからくり仕掛けの芝居を興行した。竹田近江のからくり興行は竹田芝居また竹田からくりとも呼ばれ大坂の名物となり、のちに江戸でも興行されて評判となった。
初代近江はもともと時計師すなわち和時計を作る職人ではなかったかといわれている。記録によれば「時計からくり」の名人とも評され、また「永代時計」と称する9尺ほどの大きな時計を作ったが、それは時を告げ、二十四節気、月や太陽また星の動きまでわかるという機能を持ったもので、のちの田中久重製作の万年時計に先んじるものだったという。のちに初代近江の次男である初代竹田出雲は竹本座の座本（興行責任者）となるが、その初代近江以来のからくりの技術が当時の人形浄瑠璃と結びつき、近松門左衛門の作品などで使われている。
なお当時はからくりの前座として、子供による歌舞伎の芝居が演じられていた。のちにからくりの人気はふるわなくなるが、竹田近江の名義で興行される子供芝居は「竹田芝居」という名で後々まで残る事になるのである。